# انگشت‌پیچ

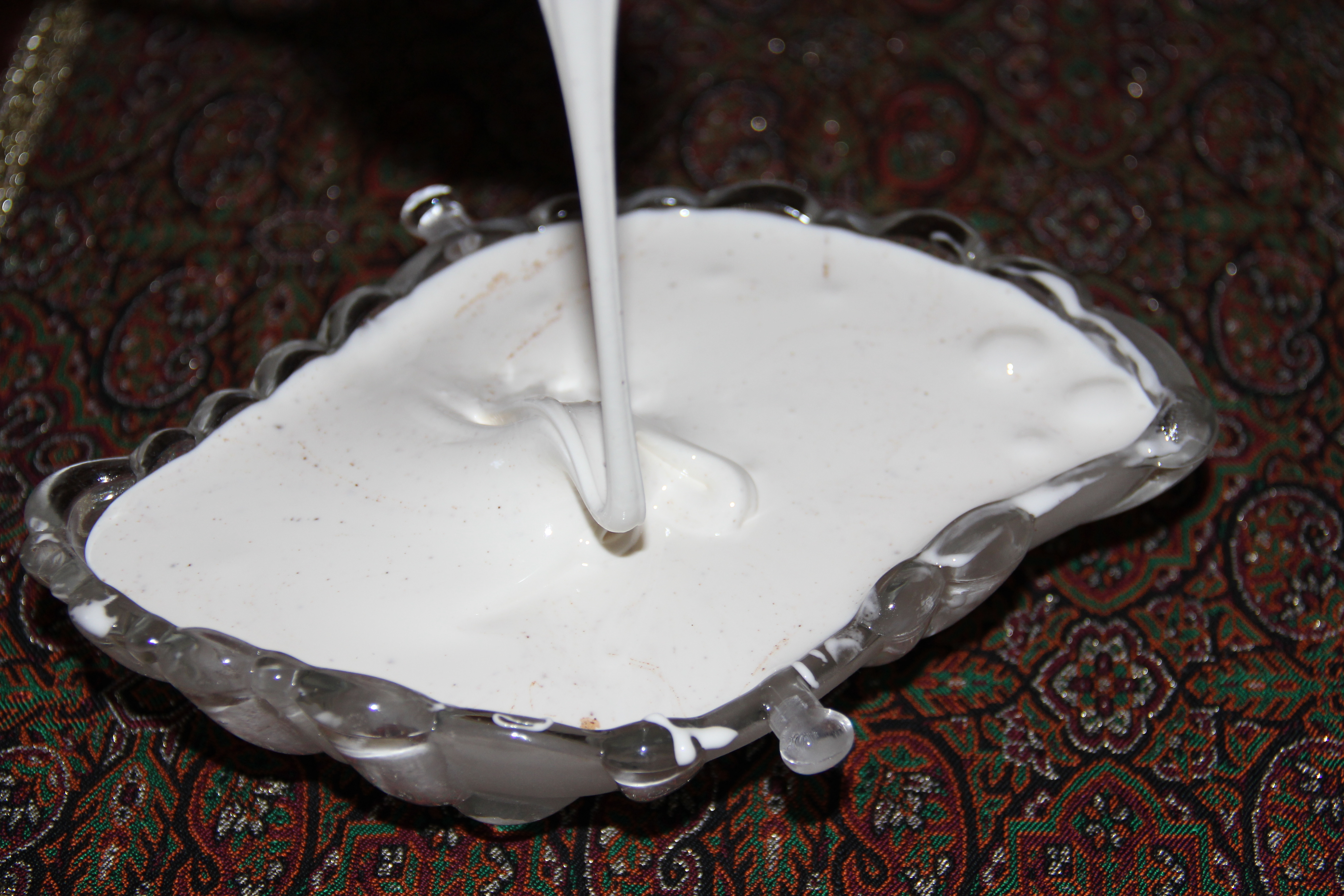
انگشت‌پیچ سوغات همدان

انگشت‌پیچ یک نوع خوردنی شیرین است که سوغات شهر همدان به‌شمار می‌آید. مواد اولیه انگشت‌پیچ را سفیدهٔ تخم مرغ، گزاَنگِبین (ماده‌ای که از بوته گز به دست می‌آید)، گلاب، شکر و آب تشکیل می‌دهد و قنادها آن‌قدر آن را به‌هم می‌زنند تا ظاهر آن سفت شده و حالتی مانند عسل به خود بگیرد. این شیرینی بین ۱۰۰ تا ۱۳۰ سال است که در همدان تهیه می‌شود. در مورد زرده‌های باقی‌مانده نیز قنادهای همدانی فکری به حال آن کرده‌اند و این زرده‌ها را به حلوازرده تبدیل می‌کنند.
از لحاظ لغوی انگشت‌پیچ به هر چیز غلیظ و بسته‌ای که دور انگشت پیچد، مانند عسل، شیره، دوشاب گفته می‌شود. همچنین حلوای انگشت‌پیچ نیز وجود دارد که حلوایی است که از قند، زاج سفید، گزاَنگِبین، عرق بیدمشک، آبلیمو و هل تهیه می‌شود.

## انگشت‌پیچ دارویی
انگشت پیچ به عربی: «لعوق» و به انگلیسی: «Linctus» گفته می شود. در طب سنتی انواعی از انگشت‌پیچ وجود دارد. این شکل دارویی به منظور ماندگاری بیشتر در دهان طراحی شده است تا در این تاخیر بیشترین بهره رسانی را در  درمان بیماری های گلو و ریه داشته باشد. مثلاً انگشت‌پیچ مرّ مکّی که مخلوطی از مرّ و عسل است و برای درمان سرفه مزمن مورد استفاده قرار می‌گیرد.